# 小牧那凪
小牧 那凪（こまき なな、1997年6月6日 - ）は、日本の女優。埼玉県出身。太田プロダクション所属。旧芸名は「のえる」、「さがら のえる」、「相楽 聖夜」。

## 来歴
17歳からフリーで女優活動を行う。「のえる」の名前で活動していたが、2017年7月に太田プロダクションに入り、「小牧那凪」の名での活動を始める。
2018年2月、初主演映画『金沢シャッターガール』が公開される。撮影が行われたのは2016年秋であり、作品では「のえる」の名でクレジットされている。

## 人物
- 特技：着付け、ゼンタングル[注 1]
- 経歴：
  - ヒップホップ・ジャズダンス…5年間[要出典]
  - 歌…1年間[要出典]
  - 水泳…10年間[要出典]
  - 吹奏楽…3年間[要出典]
  - 舞台（演劇部）…5年間。高校も演劇部が強い所に進学した[7]。
  - 陸上（長距離走）…1年間[要出典]
- 趣味：映画鑑賞、生き物を眺める、顕微鏡[要出典]
- 好きなもの：妖怪[要出典]
- 好きなアーティスト：レスリー・キー、→Pia-no-jaC←[要出典]
- 目標の女優：池脇千鶴[8]
- お手本としている女優：中谷美紀[4]
- 高校時代に宝塚歌劇団にハマる[4]。紅ゆずるのファン。
- 映画を観るとき、監督で選ぶことが多い。好きな監督として、三池崇史、水田伸生、李相日を挙げている[9]。
- 「気になる映画」として『おんなのこきらい』『悪の教典』を挙げる[4]。

## 出演

### 映画
- 金沢シャッターガール（2018年2月3日・金沢で先行公開 / 2月9日・東京で公開、シネメディア）- 主演・夏目花菜 役（「のえる」名義）[5][1]
- 劇場版 ほんとうにあった怖い話 2019 冬の特別篇（2019年11月16日、パル企画）
- Daughters（2020年9月18日、イオンエンターテイメント）[10]

### 短編映画
- 見えない棘（監督：清水崇） - 冬美 役（『東映 presents HKT48×48人の映画監督たち』の宮脇咲良主演作。HKT48の1stアルバム『092』(TYPE B)の特典映像）[11]
- 私だけの夏休み（監督：廣原暁） - あみこ 役（『東映 presents HKT48×48人の映画監督たち』の外薗葉月主演作。HKT48の1stアルバム『092』(TYPE A)の特典映像）[12]

### 配信映画
- 浅草キッド（2021年12月9日 - 、Netflix）[13]

### テレビドラマ
- 岩井俊二のMOVIEラボ〜恋をする編〜（2016年2月、NHK）
- 正義のセ 第9話（2018年6月6日、日本テレビ） - アオヤマサヤカ 役
- ストロベリーナイト・サーガ 第1話（2019年4月11日、フジテレビ） - マコ 役
- 騎士竜戦隊リュウソウジャー 第36話（2019年12月1日、テレビ朝日） - 幸田沙希 役
- 教場II (2021年、フジテレビ) - 中谷那凪 役
- 世にも奇妙な物語 夏の特別編「電話をしてるふり」（2022年6月18日、フジテレビ） - 女友人A 役

### CM
- オムロン企業広告『家族の絆を強める、ある父と娘のエピソード』（監督：伊藤秀隆、2016年9月・YouTubeにて公開[14]）- 主人公・娘 役
- JAバンク TVCM 『「母のおねだり」30秒編』、『「母のおねだり」60秒編』

### WEB
- フォトジェニ powerd by フォトテクニックデジタル[15]

### 雑誌
- デジキャパ!（学研）2015年11月号
- フォトテクニックデジタル（玄光社）2016年3月
- girls!（双葉社）vol.52（2017年12月発売）[16]

### 書籍
- 写真の腕がメキメキあがる、露出決定50の掟（2015年9月30日、玄光社） - 表紙
- PRO CAMERA MAN’S FILE2016（2015年10月10日、ボーンデジタル）

### 電子書籍
- さんぽガール 相楽聖夜さん 明治神宮前編（2016年3月、百葉舎、「相楽聖夜」名義）ASIN B01CD4R5GW